# Ковчег Україна

Логотип культурної платформи Ковчег «Україна»

Культурна платформа «Ковчег „Україна“» — це національний мистецький проєкт, що розпочав діяльність у 2016 році. Його засновниками є Ярина Винницька та Дмитро Осипов. Метою платформи є створення знакових культурних продуктів, що поєднують традиційне і новаторське, архаїчне і сучасне, у таких секторах креативних індустрій як книговидання, музика, кіно, виставкова діяльність, освіта, і можуть слугувати «культурними візитівками» України в світі.
З січня 2021 року розвитком проєкту займається громадська організація «Ковчег Україна» (засновники ті самі). У 2016—2020 роках команда проєкту організувала ряд мистецьких заходів, найбільшим з яких став концерт «Ковчег Україна: музика», що відбувся за підтримки УКФ. 22 серпня 2021 року в рамках святкування 30-ї річниці Незалежності України культурна платформа спільно Міністерством культури та інформаційної політики організувала до Дня Незалежності на Михайлівській площі в Києві концерт «Ковчег Україна: десять століть української музики».

## Цілі та напрямки діяльності
Серед цілей проєкту на його сайті зазначені наступні:
- зберегти і примножити культурний спадок України;
- створити якісні конкурентоспроможні українські культурні продукти, що поєднують традиційне і новаторське, архаїчне і сучасне — у таких секторах креативних індустрій як книговидання, музика, кіно, виставкова діяльність, освіта;
- виплекати в українцях відчуття приналежності до власної культури та історії;
- забезпечити системну промоцію українських культурних «скарбів» на світовій арені і формувати бренд України як країни з багатою самобутньою культурою.

Ці цілі реалізуються через діяльність у таких напрямках: розвиток онлайн-ресурсу проєкту; концептуальні концерти у новаторських форматах, з синтезом традиційної і класичної музики, театру і мультимедійних інсталяцій; подарункові артбуки і фотоальбоми про культурну спадщину України; документальні фільми для фестивалів і телебачення; інноваційні виставки.

## Історія та досягнення культурної платформи
Ярина Винницька згадує початком творення Ковчегу знайомство з художницею Юлією Табенською та Дмитром Осиповим, що став інвестором та ідеологом їх творчого об'єднання. В одному з ранніх інтерв'ю вона так описує свою мотивацію:
|  | Проект „Ковчег Україна“ з'явився з болю — болю від того, як в Україні зневажається все українське. Як ми не любимо і не поважаємо себе, бо нічого про себе не знаємо. А неможливо полюбити те, чого не знаєш. Тому цей давньогрецький слоган „пізнай себе — і ти пізнаєш увесь світ“ актуальний і для всієї нації. Ми маємо пізнати, щоб полюбити. Тому наш проект — це своєрідна загальнонаціональна психотерапія. |

### У видавничій справі
Першою подією, в зв'язку з якою згадується проєкт, була презентація в серпні 2016 у Львові артбуку «Скриня. Речі Сили». Крім паперової книги (Видавництво Старого Лева), була створена мультимедійна версія для iOS та Android (за участі Фоми та Іванки Червінської), в презентації взяли участь актори Театру Курбаса, під час події елементи артбуку проєктувались на стіни Домініканського собору. Артбук отримав відзнаку Найкраща книга XXIII Форуму видавців та особисту відзнаку мера міста Андрія Садового. Авторами книги на сайті Форуму видавців вказане мистецьке об'єднання «Ковчег „Україна“» у складі письменниці Ярини Винницької, художниці-ілюстраторки Юлії Табенської та Дмитра Осипова.
Артбук Наречена тих же авторів, опублікований новоствореним видавництвом Terra Incognita (його головною редакторкою є Ярина Винницька), повторив успіх «Скрині», отримавши відзнаку Форуму видавців у 2017 році. Та переміг у премії «Книжка року-2017» (номінація «Дитяче свято»). Обидва твори згадуються як зразки цього виду книги в статті Арткнига як складник візуальної парадигми сучасного медійного середовища та в статті Артбук [Архівовано 1 Серпня 2021 у Wayback Machine.] Великої української енциклопедії. На основі артбуку були випущені календарі та серії листівок. Того ж року цим же авторським колективом і видавництвом була створена різдвяна казка «У країні сирних коників», що також отримала схвальні відгуки та потрапила в список закупівель Українського інституту книги для наповнення бібліотечних фондів.
2019 року з'явилася нова робота Школа Різдва (художниця Олена Сметана). Одночасно стали доступні дитяча книга та інтерактивна електронна версія, колядки до якої були озвучені гуртом Курбаси. Презентації цієї книги та казки «У країні сирних коників» пройшли в багатьох містах — як просвітницькі заходи для дітей і дорослих, присвячені традиціям українського Різдва.
В рамках співпраці з УКФ з'явився артбук «Ковчег: Музика», присвячений постатям концертної програми.
В березні 2021 року було оголошено, що за підтримки УКФ вийде артбук «Ковчег „Україна“», який міститиме:
|                                                         | артефакти традиційної культури, шедеври професійного мистецтва, символи і архетипи, історичні постаті і видатних культурних діячів — все те, що може мати статус „бренд України“. |
| — https://kovchehstage.raccoondepot.com/article/artbook | |

До перелічених вище вже опублікованих творів автори надали вільний доступ (перегляд і завантаження).

### У музиці
У 2020 році Український культурний фонд підтримав заявку на проведення онлайн-концерту «Ковчег Україна: Музика». У повній версії концерту звучали 37 творів, що охоплюють тисячоліття української музичної культури. Записи концерту викладені в відкритий доступ на платформах youtube і soundcloud. .
Навесні 2021 року «Ковчег Україна: Музика» був відзначений УКФ як один з десяти найкращих проєктів 2020 року, ставши переможцем у секторі аудіального мистецтва.
Концепція та програма цього концерту лягла в основу музичної події, приуроченої святкуванню Дня Незалежності: «Ковчег Україна: десять століть української музики». Окрім концерту в Києві 22 серпня, заплановані виступи: 29 серпня у Львові на закритті фестивалю LvivMozArt, 15 вересня на закритті оксамитового сезону в роботі Одеського театру опери та балету. Є згадки про плани світового турне Ковчегу. Серед інших у концерті виступають Домініка Чекун, Джамала, Святослав Вакарчук, Сергій Жадан, ДахаБраха.

## Скандали
Під час презентації проєкту Ковчег «Україна» Музика в мережі фейсбук спалахнув скандал між авторкою ідеї Яриною Винницькою та диригенткою Оксаною Линів з приводу авторських прав на відео- аудіо- та інші продукти проєкту. Ярина Винницька заявила, що вона є ініціатором, автором і ідеологом проєкту і культурної платформи «Ковчег Україна», натомість Оксана Линів заявила що саме вона виступила гарантом-виконавцем реалізації цієї програми. 

## Відгуки
У виданні The Claquers розкритикували проект «Ковчег „Україна“» за «монокультурність», відкидання «кроскультурних або мультинаціональних шляхи творення нового», тотальну «неінклюзивність в орієнтуванні винятково на народну творчість».
Андрій Бондаренко, член Національної спілки композиторів України, кандидат мистецтвознавства схвально відгукнувся про мистецьку подію концерт «Ковчег Україна», такими словами: «Хочеться, щоб такі концерти відбувалися якнайчастіше». 
Зате відгук від The Claquers піддав критиці, висловивши думку, що така негативна позиція видання є прорадянською. Він нагадав про репресії, терор, щодо української культури в часи радянського союзу, коли насаджувались проросійські сенси. Вказав на упередженість у рецензії видання стосовно української музики, охарактеризувавши такий стан радянською парадигмою. Відкинув безпідставні закиди щодо проєкту «Ковчег Україна». Звернув увагу на українську народну і модерну музику концерту, похваливши їх. 

## Список приміток
1. 1 2  Цілі і цінності культурної платформи Ковчег "Україна". Kovcheh (укр.). Архів оригіналу за 7 Серпня 2021. Процитовано 7 серпня 2021.
2. ↑  Український культурний фонд. ucf.in.ua (ua) . Архів оригіналу за 1 Серпня 2021. Процитовано 31 липня 2021.
3. ↑  У Львові знімають мистецький проєкт «Ковчег Україна: музика». www.ukrinform.ua (укр.). Архів оригіналу за 1 Серпня 2021. Процитовано 31 липня 2021.
4. 1 2  Джамала, Вакарчук і Жадан виступлять з нагоди 30-ї річниці Дня Незалежності на Михайлівській площі у Києві. ukranews_com (ua) . 5 серпня 2021. Архів оригіналу за 5 Серпня 2021. Процитовано 5 серпня 2021.
5. ↑  Ярина Винницька: «Культура — це питання національної безпеки». The Ukrainians. 3 травня 2021. Архів оригіналу за 1 Серпня 2021. Процитовано 31 липня 2021.
6. 1 2  Gazeta.ua (11 вересня 2016). Виходить книга, покликана змінити уявлення про Україну. Gazeta.ua (укр.). Архів оригіналу за 1 Серпня 2021. Процитовано 31 липня 2021.
7. ↑  Відзнаку «Найкраща книга року» розділили 23 видання. www.ukrinform.ua (укр.). Архів оригіналу за 1 Серпня 2021. Процитовано 31 липня 2021.
8. ↑  ЛЬВІВСЬКА МІСЬКА РАДА (від 10/10/2016). Розпорядження № 518 Про спеціальні відзнаки для кращих книг у рамках XXIII Міжнародного книжкового форуму видавців у Львові. Архів оригіналу за 1 Серпня 2021. Процитовано 31.07.2021.
9. ↑  Українська візуальна книга: видання і тенденції | І частина. bookforum.ua (укр.). Архів оригіналу за 1 Серпня 2021. Процитовано 31 липня 2021.
10. ↑  Названо переможців премії "Книжка року-2017" | Новини | Українське радіо. nrcu.gov.ua (ua) . Архів оригіналу за 1 Серпня 2021. Процитовано 31 липня 2021.
11. ↑  АРТКНИГА ЯК СКЛАДНИК ВІЗУАЛЬНОЇ ПАРАДИГМИ СУЧАСНОГО МЕДІЙНОГО СЕРЕДОВИЩА. scholar.google.com.ua. Архів оригіналу за 1 Серпня 2021. Процитовано 31 липня 2021.
12. ↑  У країні сирних коників. «Антидот» і «детокс» від «Дня». Архів оригіналу за 1 Серпня 2021. Процитовано 31 липня 2021.
13. ↑  "Теплі" книжки до Різдва та Нового року. www.ukrinform.ua (укр.). Архів оригіналу за 1 Серпня 2021. Процитовано 31 липня 2021.
14. ↑  Книги для поповнення бібліотечних фондів. prozorro.gov.ua (ua) . Процитовано 31 липня 2021.
15. ↑  «Школа Різдва» — випустили безкоштовну інтерактивну книгу про різдвяні традиції - новини освіти | «Освіторія». Освіторія (укр.). Архів оригіналу за 1 Серпня 2021. Процитовано 31 липня 2021.
16. ↑  Виходить унікальне видання про культурну спадщину України. Kovcheh (укр.). Архів оригіналу за 7 Серпня 2021. Процитовано 7 серпня 2021.
17. ↑  "Ковчег" викладає у вільний доступ унікальні артбуки про Україну. Kovcheh (укр.). Архів оригіналу за 7 Серпня 2021. Процитовано 31 липня 2021.
18. ↑  Понад 30 найкращих треків української музичної спадщини у вільному доступі і супер якості. Kovcheh (укр.). Архів оригіналу за 1 Серпня 2021. Процитовано 31 липня 2021.
19. ↑  Річний звіт УКФ за 2020 рік (pdf). "Ковчег" серед переможців премії УКФ на стор. 41 (PDF). ucf.in.ua (укр.). 16 березня 2021. Архів оригіналу (PDF) за 6 Серпня 2021. Процитовано 6 серпня 2021.
20. ↑  Незалежній Україні 30 років! Святкуємо разом, українці!. Itseems (укр.). Архів оригіналу за 3 Серпня 2021. Процитовано 3 серпня 2021.
21. ↑  Куди піти у Львові: п’ять цікавих фестивалів у серпні. 032.ua - Сайт міста Львова (укр.). Архів оригіналу за 3 Серпня 2021. Процитовано 3 серпня 2021.
22. ↑  Театр готовит подарок ко Дню Независимости — УСИ Online. TOP-News УКРАЇНА (рос.). 3 серпня 2021. Архів оригіналу за 4 Серпня 2021. Процитовано 4 серпня 2021.
23. ↑  Садловська, Катерина (26 серпня 2021). Конфлікт у проєкті "Ковчег "Україна". Що кажуть Оксана Линів та Ярина Винницька. Суспільне | Новини (укр.). Архів оригіналу за 1 Вересня 2021. Процитовано 1 вересня 2021.
24. ↑  «Ковчег “Україна”» — кораблетроща національного культурного коду. The Claquers (укр.). 1 вересня 2021. Архів оригіналу за 1 Вересня 2021. Процитовано 1 вересня 2021.
25. ↑  Про “Ковчег Україна” без зради. Архів оригіналу за 4 Вересня 2021. Процитовано 10 Вересня 2021. Андрій Бондаренко // Український інтерес. - 03 вересня 2021